# Cikote (Chorwacja)
Cikote – wieś w Chorwacji, w żupanii pożedzko-slawońskiej, w mieście Pakrac. W 2011 roku liczyła 7 mieszkańców.